# Ambako Waczadze
Ambako Waczadze (ros. Амбако Автандилович Вачадзе, gruz. ქუთაისი;  ur. 17 marca 1983 w Kutaisi) – rosyjski zapaśnik pochodzenia gruzińskiego. Mistrz i brązowy medalista mistrzostw świata, trzykrotny mistrz Europy w stylu klasycznym w kategorii 66 kg.
Złoty w 2010 roku i brązowy medalista mistrzostw świata w zapasach (2009). Na mistrzostwach Europy zdobył trzy złote medale (2009, 2010, 2011). 
Trzeci w Pucharze Świata w 2008; czwarty w 2009; piąty w 2007 i dziesiąty w 2011. Brązowy medalista wojskowych MŚ w 2006.
Mistrz Rosji w 2008, trzeci w 2006, 2007 i 2014 roku.